# Cantó de Les Trois-Moutiers
El cantó de Les Trois-Moutiers és un cantó francès del departament de la Viena, situat al districte de Châtellerault. Té 14 municipis i el cap és Les Trois-Moutiers.

## Municipis
- Berrie
- Bournand
- Curçay-sur-Dive
- Glénouze
- Morton
- Pouançay
- Ranton
- Raslay
- Roiffé
- Saint-Léger-de-Montbrillais
- Saix
- Ternay
- Les Trois-Moutiers
- Vézières

## Història
| Data d'elecció                           | Identitat            | Partit                | Qualitat |
| ---------------------------------------- | -------------------- | --------------------- | -------- |
| 1945-1971                                | Gustave Hardré       | Radical, després FGDS |          |
| 1971-1975                                | Robert Gourault      | Divers droite         |          |
| 1975-1998                                | Philippe Charpentier | CNI                   |          |
| 1998-                                    | Dominique Réant      | Divers droite         |          |
| les dades anteriors no són pas conegudes |                      |                       |          |
|                                          |                      |                       |          |

## Demografia
| A partir de 1990: Població sense dobles comptes |